# Zaphkiel
Đối với nhân vật trong Dungeons & Dragons, hãy xem Zaphkiel (Dungeons & Dragons (EN))

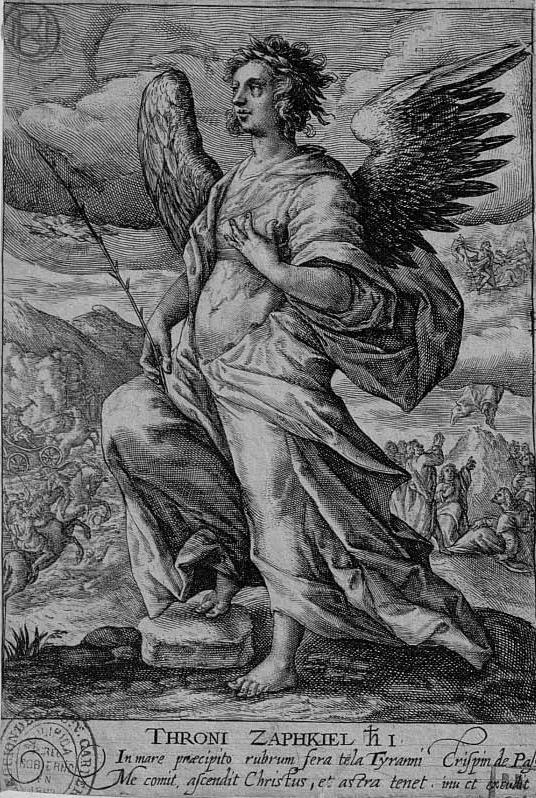
Ngai thần Zaphkiel, được chạm khắc bởi Crispijn van de Passe vào khoảng năm 1575. Thư viện Quốc gia Tây Ban Nha, Madrid.

Zaphkiel (Tiếng Hebrew: צפקיאל), còn được biết với tên Tzaphqiel,Tzaphkiel, Zafkiel, Zafchial, Zaphchial, Zaphiel, hoặc Zelel, là một tổng lãnh thiên thần. Tên của ông mang ý nghĩa "Tri thức của Thần". Ông đôi khi bị đánh đồng với Jophiel/Zophiel, nhưng những khi khác lại được xem như một thiên thần khác biệt. Zaphkiel là "tổng lãnh của bậc ngai thần" và là một trong 9 thiên sứ nắm quyền cai trị Thiên đường; ông cũng là một trong số 7 tổng lãnh thiên thần." Zaphkiel có thể quan sát con người khi họ cần phải đưa ra những quyết định quan trọng và khi họ cần phải hóa suy nghĩ thành lời trước người khác. Nếu họ không chắc trong lời nói của mình, ông sẽ giúp họ khiến cho những thông điệp ấy trở nên rõ ràng hơn. Zaphkiel có mối liên kết với sao Thổ.

## Sản phẩm từ trí tưởng tượng
Zaphkiel có mặt trong một số các tác phẩm giả tưởng hiện đại:
- Zaphkiel là một Quan chấp chính của Bậc ngai thần, trong một trò chơi nhập vai Dungeons & Dragons của nhà phát hành Wizard of the Coast (WotC hoặc Wizards)
- Thiên sứ Zafkiel thuộc sở hữu của Tokisaki Kurumi, một nhân vật trong Date A Live, light novel chuyển thể thành anime viết bởi Kōshi Tachibana.
- Zaphkiel là một thẻ bài trong trò chơi thu thập thẻ của nhà phát hành Last Unicorn Games (LUG), Heresy: Kingdom Come
- Zaphkiel là một nhân vật phản diện trong trò chơi Star Ocean: The Second Story và Star Ocean: Second Evolution của nhà phát hành Square Enix, tri-Ace và Tose
- Zaphkiel là thiên thần trong anime và shoujo manga cùng tên Angel Sanctuary của tác giả Kaori Yuki.
- Zaphkiel là một thiên thần trong tiểu thuyết giả tưởng To Reign In Hell viết bởi Steve Brust